# Fauzia Maria Beg
Fauzia Maria Beg (* 30. April 1965 in Mumbai) ist eine indische Jazz- und Soulmusikerin (Gesang, Komposition).

## Leben und Wirken
Beg wuchs in einer musikalischen Familie auf und erhielt zunächst eine Ausbildung als Tänzerin und lernte Kathak. Bald wurde auch ihr Talent als Sängerin entdeckt. 1982 hatte sie auf einem Kreuzfahrtschiff erste Auftritte als Sängerin, um dann vor allem in Hotels zu arbeiten. Seit 1989 lebt sie in Deutschland. Vor allem in der Region Stuttgart ist sie als Jazz- und Soulsängerin tätig. Schallplatten entstanden zunächst mit der Bow Tie Big Band. Mit Welcome to the Pleasuredome interpretierte sie Musik der 1980er Jahre. Mit dem Lorenzo Petrocca Organ Trio legte sie 2014 das Album Fancy Miss Lancy vor. Mit dem Indira Quartet interpretierte sie ihre eigenen Kompositionen.

## Diskographische Hinweise
- The Jazzmates: Jazz’n’Samba (1997, mit Peter Lehel, Thommy Günther, Horst Götz, Dieter Schumacher)
- New York Rio Bombay (2004, mit Martin Schrack, Thomas Krisch, Jochen Feucht)
- Indira Sundance (2014, mit Frank Kroll, Uwe Kühner sowie Jo Ambros)
- Indira Quartet Do (2017, mit Frank Kroll, Fried Dähn, Uwe Kühner)

## Lexikalischer Eintrag
- Jürgen Wölfer: Jazz in Deutschland. Das Lexikon. Alle Musiker und Plattenfirmen von 1920 bis heute. Hannibal Verlag, St. Höfen 2008